# Ekspedycja 40
Ekspedycja 40 – stała załoga Międzynarodowej Stacji Kosmicznej, która sprawowała swoją misję od 13 maja do 10 września 2014 roku. Ekspedycja 40 rozpoczęła się wraz z odłączeniem od stacji statku Sojuz TMA-11M i trwała do odcumowania od ISS statku Sojuz TMA-12M.

## Załoga
Astronauci Aleksandr Skworcow, Oleg Artiemjew i Steven Swanson przybyli na ISS 27 marca 2014 roku na pokładzie Sojuza TMA-12M i weszli w skład Ekspedycji 39. Początkowo znajdowali się na stacji jedynie w trójkę. 29 maja 2014 roku dołączyli do nich Maksim Surajew, Alexander Gerst i Gregory Wiseman, którzy przybyli na pokładzie Sojuza TMA-13M.
Gdy 10 września 2014 roku Sojuz TMA-12M odłączył się od stacji ze Skworcowem, Artiemjewem i Swansonem na pokładzie, zakończyła się misja Ekspedycji 40. Jednocześnie kosmonauci Surajew, Gerst i Wiseman przeszli w skład 41. stałej załogi ISS.
| Funkcja              | Pierwsza część 13-29.05.2014                   | Druga część 29.05-10.09.2014                   |
| -------------------- | ---------------------------------------------- | ---------------------------------------------- |
| Dowódca              | Steven Swanson, NASA 3. lot kosmiczny          | Steven Swanson, NASA 3. lot kosmiczny          |
| Inżynier pokładowy 1 | Aleksandr Skworcow, Roskosmos 2. lot kosmiczny | Aleksandr Skworcow, Roskosmos 2. lot kosmiczny |
| Inżynier pokładowy 2 | Oleg Artiemjew, Roskosmos 1. lot kosmiczny     | Oleg Artiemjew, Roskosmos 1. lot kosmiczny     |
| Inżynier pokładowy 3 |                                                | Maksim Surajew, Roskosmos 2. lot kosmiczny     |
| Inżynier pokładowy 4 |                                                | Gregory Wiseman, NASA 1. lot kosmiczny         |
| Inżynier pokładowy 5 |                                                | Alexander Gerst, ESA 1. lot kosmiczny          |

## Spacery kosmiczne

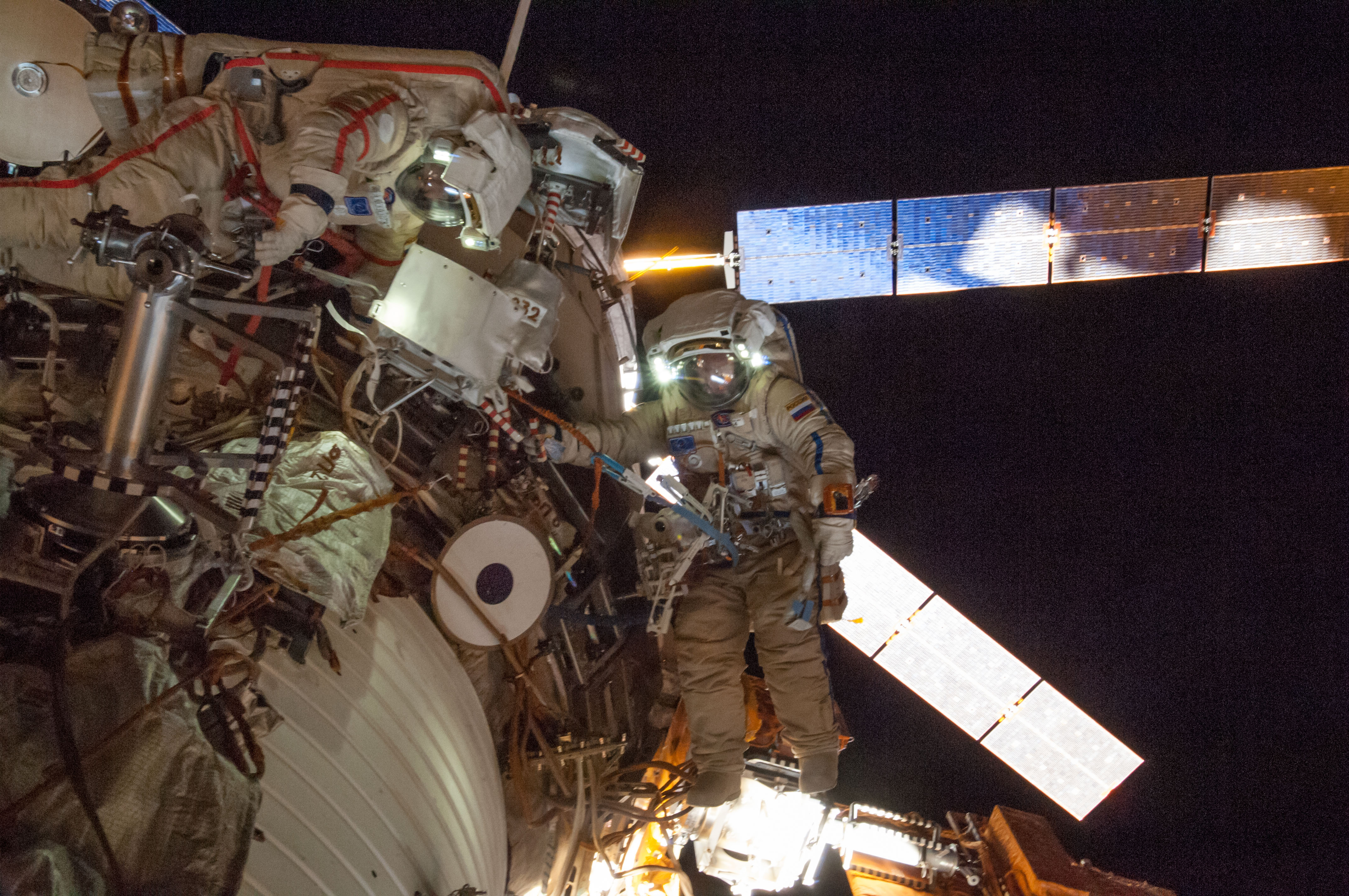
Aleksandr Skworcow (z lewej) i Oleg Artiemjew podczas prac na zewnątrz stacji

Podczas Ekspedycji 40 wykonano dwa spacery kosmiczne (EVA) trwające łącznie 12 godzin i 33 minuty. W obu wyjściach udział wzięli kosmonauci Aleksandr Skworcow i Oleg Artiemjew, którzy byli ubrani w kombinezony Orłan i opuszczali stację przez śluzę Pirs. Pierwsze EVA rozpoczęło się 19 czerwca 2014 o 14:10 UTC. Kosmonauci najpierw zamontowali antenę komunikacyjną na module Zwiezda oraz podłączyli do niej przewody i sfotografowali rezultaty swojej pracy w celu późniejszej inspekcji. Następnie przenieśli w inne miejsce na module Zwiezda eksperyment Obstanowka, który bada otoczenie magnetyczne stacji. Potem zdemontowali oni dwa eksperymenty naukowe z modułu Zwiezda i wyrzucili je w otwartą przestrzeń kosmiczną. Ostatnim zadaniem podczas tego spaceru kosmicznego było przeniesienie wysięgnika służącego do przetrzymywania ładunków, dzięki czemu zwolniło się miejsce na montaż innych urządzeń na module Zwiezda. EVA zakończyła się o 21:33 UTC po 7 godzinach i 23 minutach.

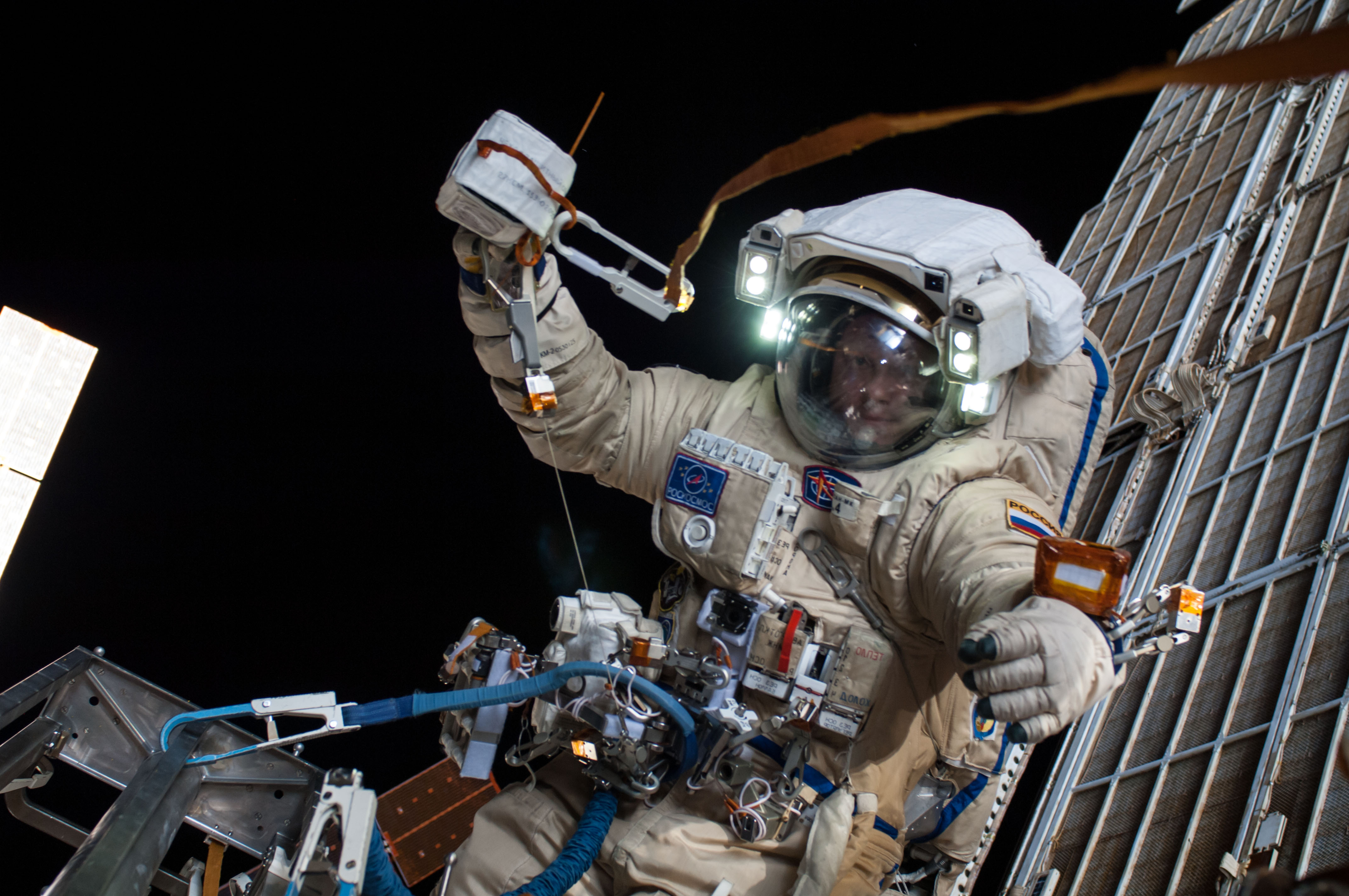
Oleg Artiemjew w skafandrze Orłan podczas spaceru kosmicznego

Drugi spacer kosmiczny rozpoczął się 19 sierpnia 2014 o 14:02 UTC. Pierwszym zadaniem kosmonautów było umieszczenie na orbicie peruwiańskiego CubeSata Chasqui 1, który służy do wykonywania zdjęć powierzchni Ziemi. Następnie zainstalowali oni urządzenie badawcze Europejskiej Agencji Kosmicznej na zewnątrz modułu Zwiezda, które służy do eksperymentów astrobiologicznych, w szczególności do badań nad mikroorganizmami odpornymi na ekstremalne warunki. Po wykonaniu tego zadania kosmonauci zainstalowali dodatkowe mocowania anteny komunikacyjnej, której montaż odbył się podczas poprzedniego EVA. Dodatkowo zdemontowano dwa eksperymenty naukowe z modułów Poisk i Pirs, a także zainstalowano jeden nowy na module Poisk. Ostatnim zadaniem kosmonautów było pobranie próbek z zewnętrznej strony jednego z okien na module Zwiezda. Spacer kosmiczny zakończył się o 19:12 UTC po 5 godzinach i 10 minutach.

## Galeria

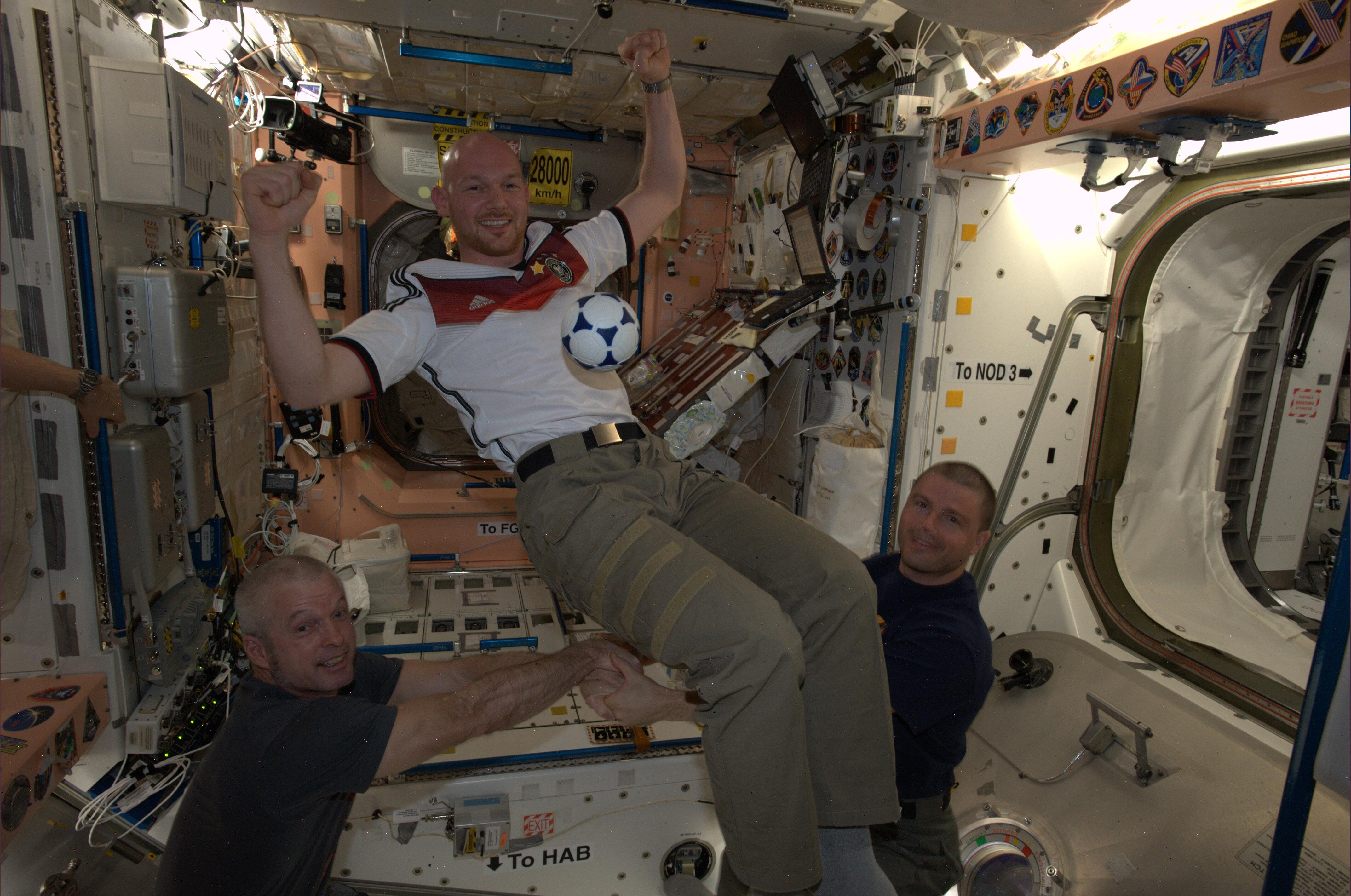
Alexander Gerst cieszy się ze zwycięstwa reprezentacji Niemiec w Mistrzostwach Świata
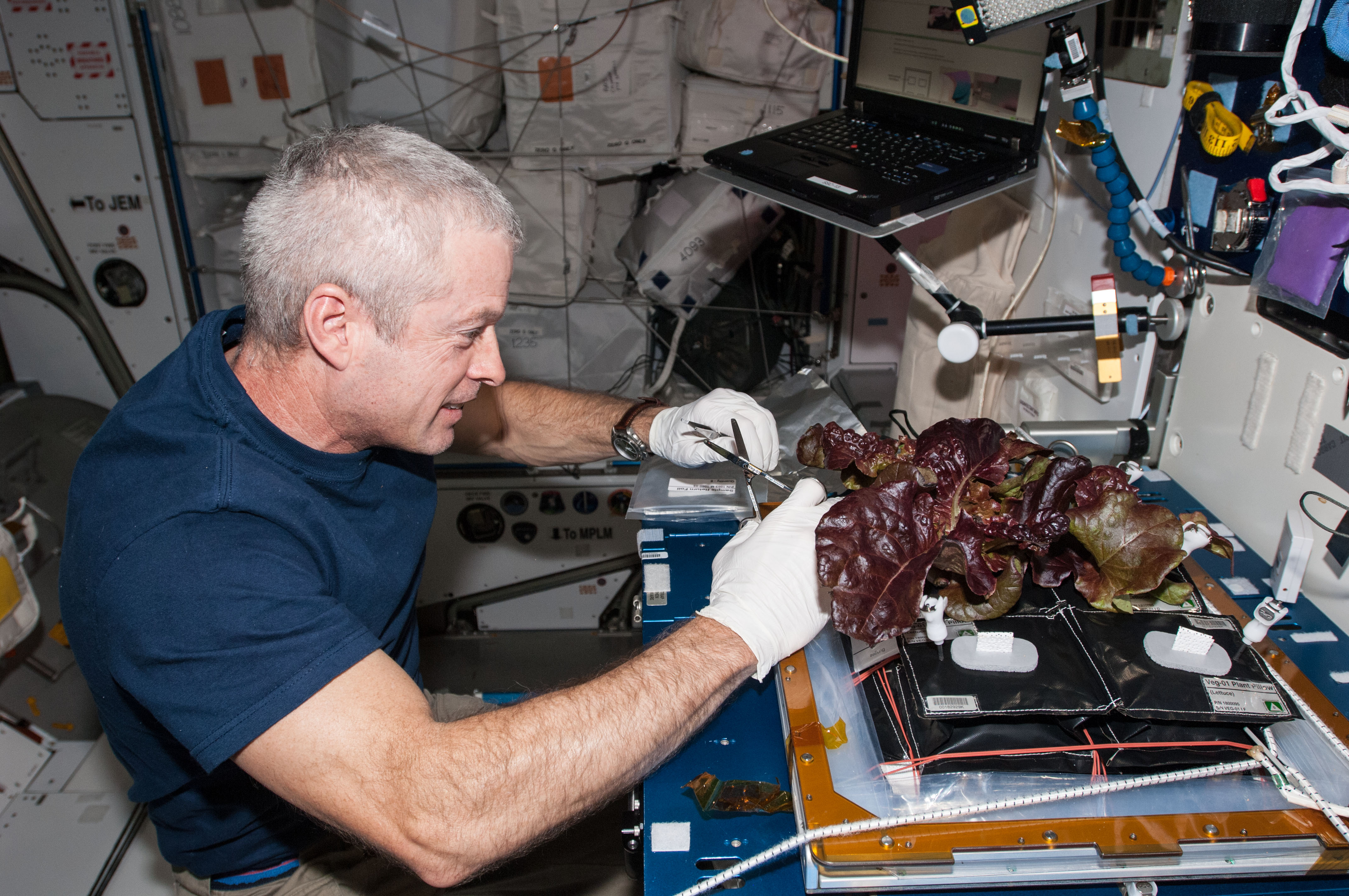
Steve Swanson podczas prac z eksperymentem z roślinami w module Harmony
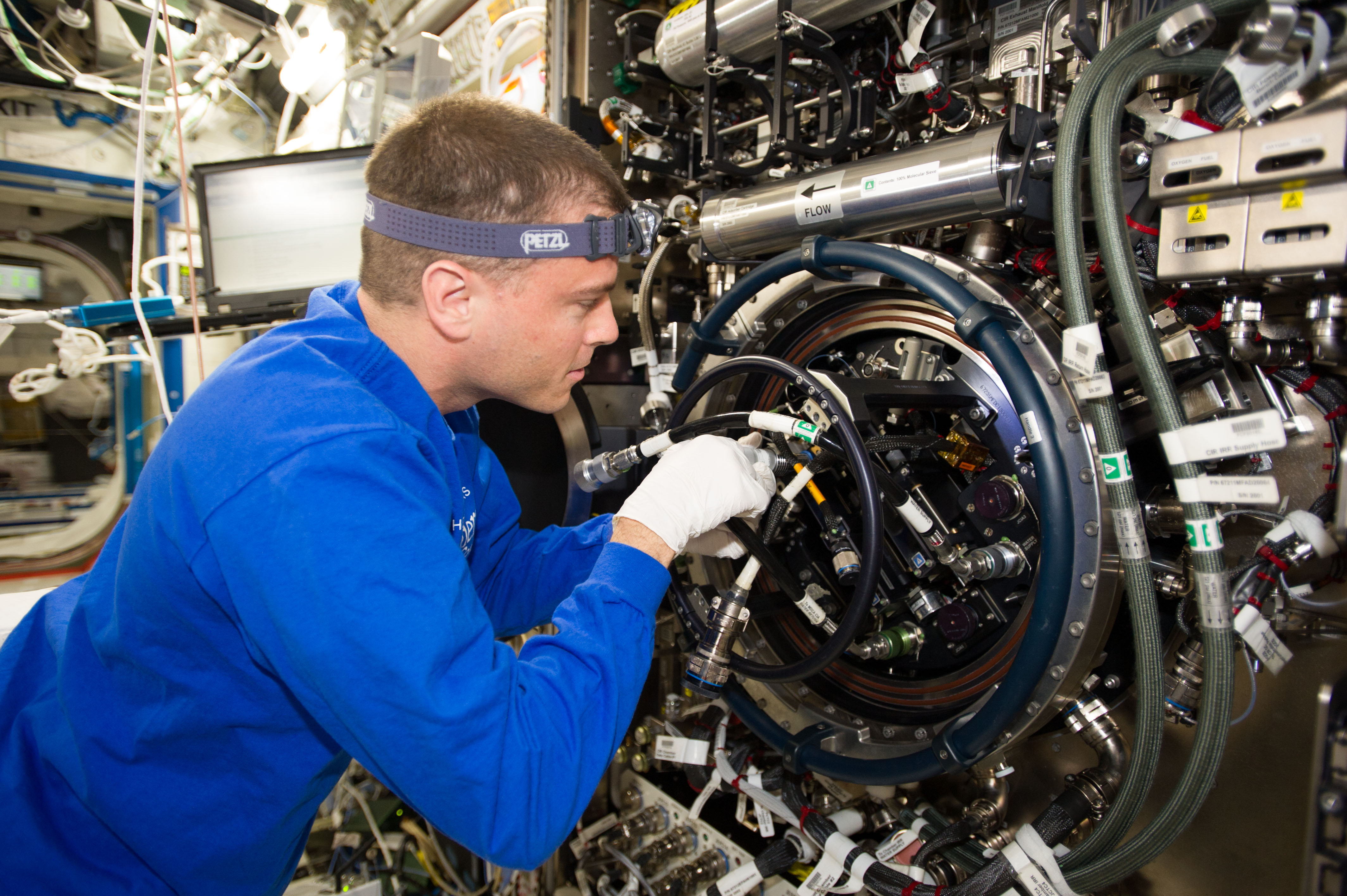
Gregory Wiseman w czasie pracy w module Destiny